# میهای تانزر

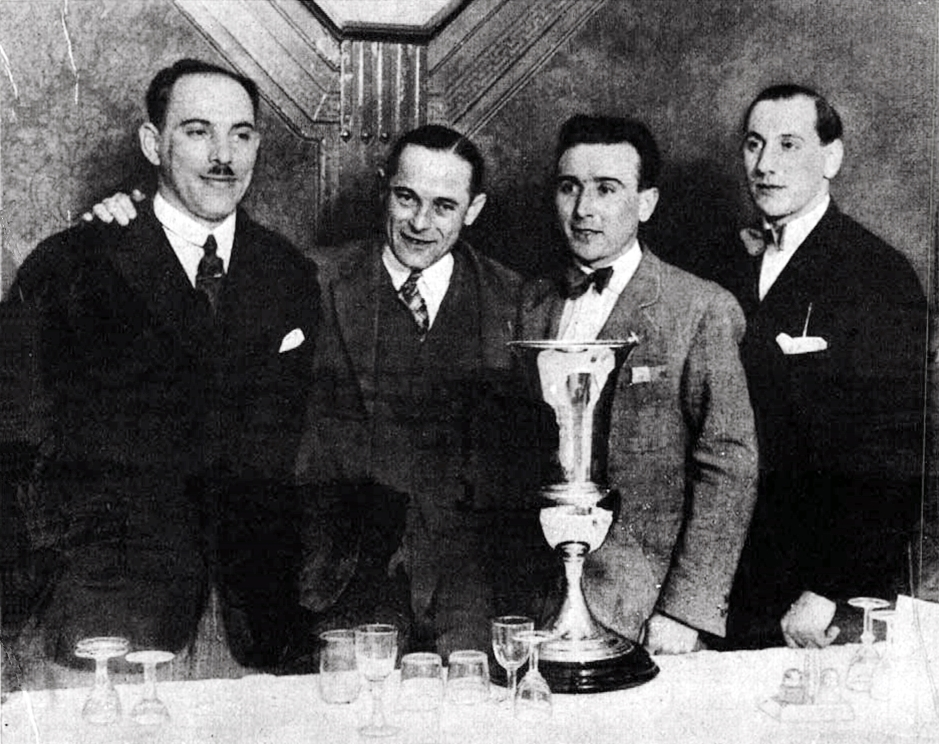
میهای تانزر (نفر اول سمت راست تصویر) - ۱۹۳۰

میهای تانزر (رومانیایی: Mihai Tänzer; ۷ فوریهٔ ۱۹۰۵ – ۲۲ سپتامبر ۱۹۹۳) بازیکن فوتبال آلمانی‌تبار اهل رومانی بود.
از باشگاه‌هایی که در آن بازی کرده‌است می‌توان به باشگاه فوتبال فرنتس‌واروش اشاره کرد.
او همچنین در تیم‌های ملی فوتبال رومانی و مجارستان بازی کرده‌است.